# Sphingacestes thomasi
Sphingacestes thomasi là một loài bọ cánh cứng trong họ Cerambycidae.